# Becky G
Rebbeca Marie Gomez (Inglewood, California, 2 de marzo de 1997), conocida artísticamente como Becky G, es una cantante, compositora y actriz estadounidense. Nacida y criada en Inglewood, California, obtuvo reconocimiento por primera vez en 2011 cuando comenzó a publicar videos de ella misma interpretando canciones populares en YouTube. Uno de sus videos llamó la atención del productor Dr. Luke, quien posteriormente le ofreció un contrato discográfico conjunto con Kemosabe Records y RCA Records. Mientras trabajaba en su debut, Becky colaboró con los artistas will.i.am, Cody Simpson y Cher Lloyd.
Es conocida por su versatilidad en la música, ya que ha grabado canciones y álbumes de diversos géneros. Ha ganado numerosos elogios, incluidos dos American Music Awards, un iHeartRadio Music Awards, seis Premios Juventud, nueve Latin American Music Awards, además del honorable Extraordinary Evolution Award, y recibió nominaciones para un Billboard Music Awards y cinco Premios Grammy Latinos. Recibió el premio Impact en Billboard Women in Music. Gomez lanzó su empresa de cosméticos Treslúce Beauty en 2021.
En 2013, lanzó su sencillo comercial debut, «Becky from the Block», con una recepción positiva. Más tarde ese año, lanzó su obra extendida debut, Play It Again. Su segundo sencillo, «Can't Get Enough», contó con la voz invitada de Pitbull y llegó a lo más alto de la lista Latin Rhythm Airplay en los Estados Unidos. Becky logró el éxito comercial con el lanzamiento de «Shower», que entró en el top 20 de la lista Billboard Hot 100. El sencillo pasaría a recibir una certificación multiplatino de la Recording Industry Association of America (RIAA), lo que denota dos millones de unidades vendidas en el país. Tras el éxito de «Shower», Becky lanzó «Can't Stop Dancin'», «Lovin' So Hard» y «Break a Sweat» durante 2014 y 2015, como sencillos de su próximo álbum. Se embarcó en una gira coestelar con J Balvin a lo largo de septiembre y octubre de 2015, abarcando todo Estados Unidos. Interpretó a Valentina Galindo en dos episodios de la serie de televisión musical Empire, aportando dos nuevas canciones a la banda sonora de la serie llamadas «Do It» y «New New». Becky apareció en la canción «Superstar» (2016) de la Copa América Centenario con Pitbull. Lanzó su primera canción completamente en español «Sola» en 2016. En 2018, Becky lanzó «Zooted», con French Montana y Farruko, como su primera canción en inglés en tres años. En 2019, apareció en el remix de «Chicken Noodle Soup» del rapero y bailarín surcoreano J-Hope de BTS. Su éxito la ha llevado a colaborar con artistas como Daddy Yankee, Zayn, Christina Aguilera y David Guetta.
Becky lanzó su álbum de estudio debut Mala santa (2019), debutó en el número 85 en el Billboard Hot 100 de Estados Unidos, fue certificado siete veces platino por la RIAA Latin, y debutó en el número tres en los Top Latin Albums, y generó dos entradas entre los diez primeros de Billboard Hot Latin Songs: «Mayores» y «Sin pijama». Su segundo álbum de estudio Esquemas (2022), debutó en el número 92 en los Estados Unidos, incluido el número 5 en Top Latin Albums, y debutó en el número uno en Latin Pop Albums, y su tercer sencillo, «Mamiii», se convirtió en su sencillo más alto en las listas de éxitos en los Estados Unidos. Su tercer álbum de estudio Esquinas (2023), debutó en el número 109 en Estados Unidos, incluido el número siete en Top Latin Albums y debutó en el número tres en Regional Mexican Albums.

## Biografía y carrera artística

### 1997-2011: Primeros años de vida y comienzos de carrera
Rebbeca Marie Gomez nació el 2 de marzo de 1997,en Inglewood, California,hija de padres estadounidenses, Francisco Gomez y Alejandra Esquivias. Sus cuatro abuelos son de Jalisco, México, mientras que sus padres y la mayor parte de su familia nacieron en Estados Unidos.Gomez tiene dos hermanos y una hermana menores. En diciembre de 2017, reveló que tiene una media hermana de 18 años en aquel entonces.Creció en Moreno Valley, y cuando tenía nueve años su familia perdió su hogar debido a problemas financieros y se mudó al garaje reconvertido de la casa de sus abuelos. Gomez comenzó a tener trabajos de medio tiempo para ayudar a mantener a su familia, haciendo comerciales y trabajos de doblaje.Tuvo lo que describió como una «crisis de la mediana edad» cuando tenía nueve años y decidió que quería seguir una carrera musical.Ella fue citada diciendo:

«Esa fue literalmente mi crisis de la mediana edad cuando tenía nueve años. Fue entonces cuando pensé, 'OK, tengo que arreglar mi vida'. ¿Qué voy a hacer?' Me presioné a mí misma a una edad más temprana que el niño promedio porque en ese momento mi familia había perdido nuestro hogar. Siempre he sido más madura para mi edad, entonces ya estaba entendiendo por lo que estaban pasando. Y pensé: '¿Cómo puedo ayudarlos?'».

Inicialmente asistió a una escuela pública, aunque luego tuvo que recibir educación en el hogar debido a problemas de acoso escolar.Con apenas 10 años de edad hizo su primera presentación en el programa Sábado gigante, conducido por Mario Kreutzberger haciendo un doblaje de Selena Quintanilla.Afirmó que en un momento varias chicas la asaltaron mientras estaba en el baño y que era una práctica frecuente debido a sus trabajos en la industria del entretenimiento.
A los 11 años Becky apareció en el cortometraje El Tux (2008) como Claudia Gomez y como Nina en la película para televisión de Discovery Channel La estación de la Calle Olvera (2008).Se convirtió en miembro de un grupo de chicas llamado G.L.A.M. en 2009,y luego se unió a B.C.G., otro grupo de chicas.[cita requerida] En 2009 filmó un video musical como parte de G.L.A.M. para una canción titulada «JellyBean». Durante este tiempo, Becky también comenzó a grabarse a sí misma cantando y rapeando canciones usando GarageBand, y creó una cuenta de YouTube para publicar versiones de canciones populares en línea.También comenzó a escribir sus propias canciones y, a la edad de 13 años, había aprendido a tocar la guitarra por sí misma.Becky se hizo amiga del dúo de producción The Jam cuando tenía 13 años, a quienes les gustaba el trabajo de composición de Becky.El trío comenzó a producir nuevo material, dando como resultado las versiones de las canciones «Otis» (2011), «Lighters» (2011), «Novacane» (2011) «Take Care» (2011), «Boyfriend» (2011), y una canción original «Turn the Music Up».Estas canciones estaban destinadas a ser parte de un mixtape, titulado @itsbeckyGómez, aunque este proyecto nunca llegó a buen término. Su versión de «Otis» llamó la atención del productor Dr. Luke, quien había trabajado con artistas como Britney Spears y Miley Cyrus, entre otros. Luke programó una reunión con Becky y le pidió que tocara la guitarra para él; más tarde le hizo firmar un contrato con su sello discográfico Kemosabe Records, a través de RCA Records. En referencia a su videoclip para «Otis», Luke afirmó: «Le habría firmado ese video sola. Estaba 100% adentro. Tiene mucha personalidad y su voz simplemente sale de los parlantes. Luego la conocí y descubrí que también podía cantar y tocar la guitarra y pensé: 'Esto es aún mejor'. Luego descubrí que sabía escribir y fue como, '¿Qué más me vas a decir, que también eres Van Gogh?' Su potencial es ilimitado». Poco después de firmar con el sello, Becky comenzó a trabajar en su álbum debut.

### 2012-2015: Éxito comercial en la música y actuación

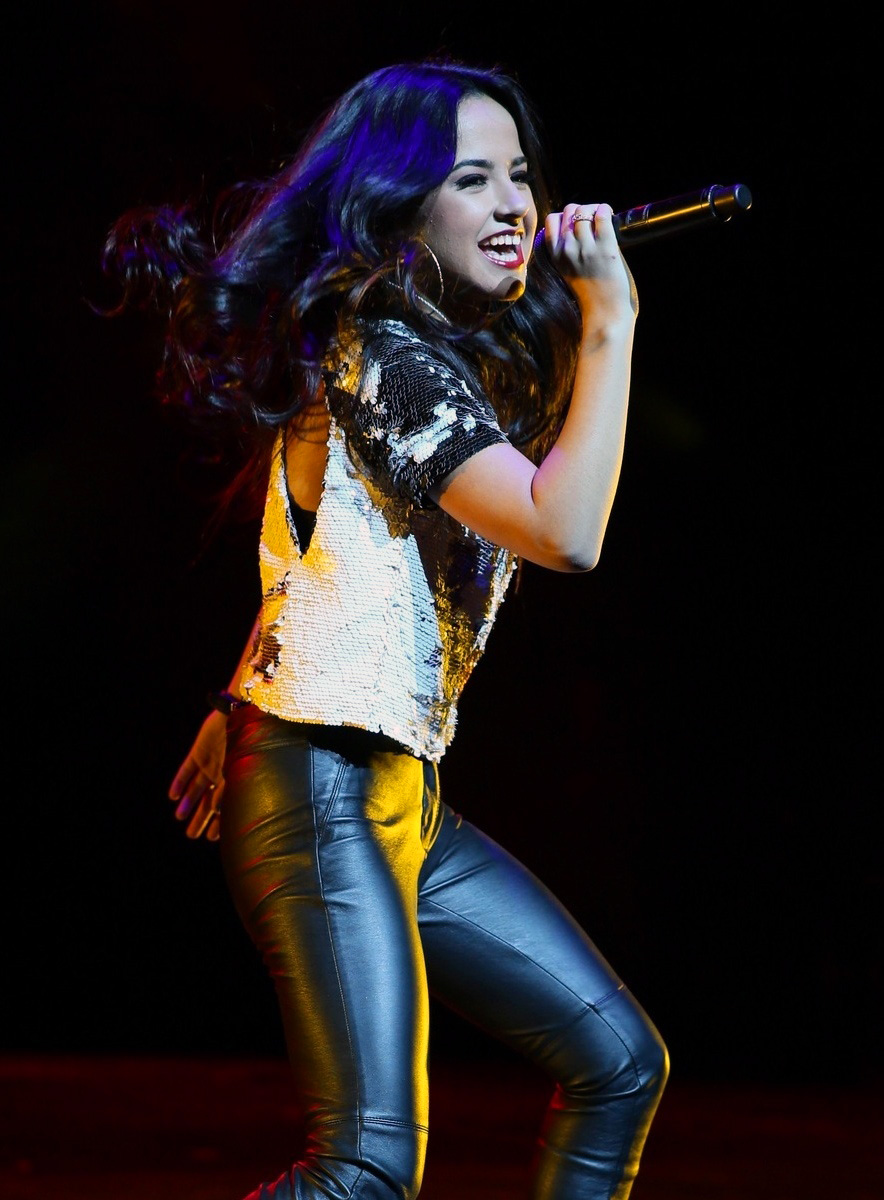
Becky G durante una actuación en vivo en Chicago en diciembre de 2013.

En agosto, mientras trabajaba en su álbum debut, Becky lanzó su primera canción, «Problem», con will.i.am, que posteriormente fue remezclada en «Problem (The Monster Remix)» en septiembre, para la película de animación de Sony Pictures Animation Hotel Transylvania; la canción sirvió como sencillo promocional y también apareció en la película en los créditos finales. Becky y will.i.am filmaron un video musical para la canción; presenta a ambos artistas en un hotel mientras también aparecen escenas de la película. Aparece en la canción de Cody Simpson «Wish U Were Here» (2012), presentada como el segundo sencillo de su álbum de estudio debut Paradise el 7 de agosto. Trabajó con Cher Lloyd en la canción «Oath», lanzada el 2 de octubre como el cuarto sencillo de su álbum debut Sticks and Stones. El sencillo tuvo cierto éxito comercial, convirtiéndose en la primera canción de Becky en figurar en el Billboard Hot 100. Posteriormente, la pista fue certificada como oro por la Recording Industry Association of America (RIAA), lo que denota ventas de 500.000 copias en el país. También trabajó con Michel Teló en un remix de su canción «Ai Se Eu Te Pego» en su EP del Reino Unido el 14 de octubre. Becky aparece en un remix del sencillo top 10 de Kesha «Die Young» (2012) junto a Juicy J y Wiz Khalifa; el remix apareció en la edición de lujo japonesa del segundo álbum de estudio de Kesha, Warrior (2012).
El 8 de abril de 2013, Becky lanzó «Becky from the Block» como su sencillo debut oficial. La canción es una versión del sencillo de 2003 de Jennifer Lopez «Jenny from the Block». Becky G. filmó un video musical en su vecindario, con la propia López haciendo un cameo en el clip. Entertainment Tonight describió la versión como «dar a la melodía basada en Nueva York de Jenny un sesgo de la costa oeste». Más tarde, el 6 de mayo, Becky lanzó una nueva canción, «Play It Again», para descarga digital. La pista sirvió como sencillo promocional y no fue un sencillo oficial lanzado por Becky. El 13 de julio, Becky G. lanzó su EP debut, también titulada Play It Again. El álbum contenía cinco canciones en la edición estándar, y su nombre fue elegido por los aficionados de Gomez. Más tarde, Gomez filmó un video musical de la canción «Built For This», lanzado el 13 de noviembre, que dirigió ella sola. En octubre de 2013 confirmó que ya estaba grabando su álbum debut. «Cant Get Enough», que cuenta con un rap invitado de Pitbull, se presentó como el sencillo principal de Play It Again, lanzado el 4 de junio. La canción llegó a lo más alto de la lista Latin Rhythm Airplay en los Estados Unidos, marcando su primer sencillo número uno en una lista de Billboard. Las versiones en spanglish y español de «Play It Again» y «Can't Get Enough» fueron lanzadas a plataformas digitales. Becky interpretó el primero en la ceremonia de los Premios Juventud de 2013, donde también fue nominada en la categoría revelación juvenil. Grabó la canción «Quiero bailar (All Through the Night)» (2013) con 3Ball MTY, en la que Becky canta rap tanto en inglés como en español. La canción estaba destinada a ser utilizada en su segundo álbum de estudio.

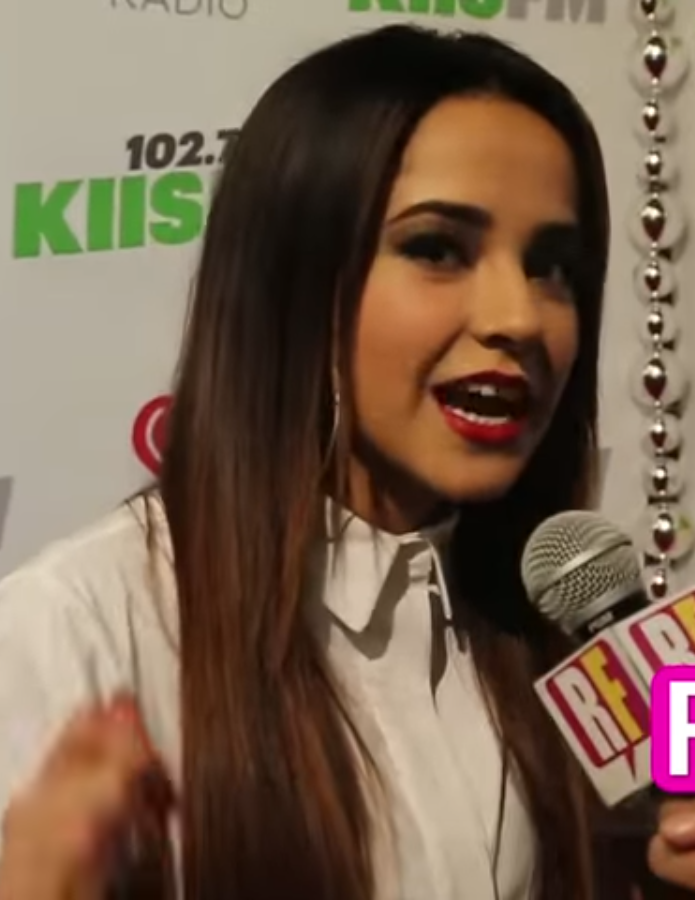
Becky G en 2014.

Becky G. lanzó el sencillo, «Shower» (2014), como el sencillo principal inicial de su próximo álbum de estudio debut en inglés el 23 de abril. La canción resultó ser un éxito para ella, entrando en el top 20 de Billboard Hot 100 en los Estados Unidos. La canción también logró el éxito en las listas de éxitos en muchos otros países, sobre todo alcanzando el número 11 en Australia y Suecia. El sencillo pasó a recibir una certificación multiplatino de la Recording Industry Association of America (RIAA), que denota dos millones de unidades vendidas en el país. Becky comenzó a representar a CoverGirl en julio de 2014. Como portavoz de la empresa, filmó comerciales para promocionar la marca y presentó sus productos en sus videos musicales. «Can't Stop Dancin'» (2014) se publicó como el siguiente sencillo del álbum el 4 de noviembre. La canción no logró igualar el éxito de su sencillo anterior, alcanzando el puesto número ochenta y ocho en la lista Hot 100.
Becky G abrió para Demi Lovato y Katy Perry en fechas seleccionadas de sus giras mundiales Demi y Prismatic (2014-2015) tanto en los Estados Unidos como en México. Aparece en la canción «Como Tú No Hay Dos» (2015) de la cantante mexicana Thalía. Lanzó una canción titulada «Lovin So Hard» (2015), junto con un video musical que consiste en imágenes caseras de Becky y Austin Mahone, con quien salió brevemente. El 26 de junio, estrenó una canción titulada «We Are Mexico» en solidaridad con la comunidad latina en respuesta a los comentarios de Donald Trump contra los inmigrantes mexicanos ilegales. También actuó en un concierto tributo a la fallecida Jenni Rivera. Lanzó otra canción, «Break a Sweat» (2015), el cuarto sencillo que se lanzará de su álbum debut. Becky G. se embarcó en una gira conjunta con el cantante colombiano de reguetón J Balvin que comenzó el 23 de septiembre y finalizó el 25 de octubre; la gira se extendió por los Estados Unidos. también lanzó un remix con J Balvin para su sencillo «Can't Stop Dancin». Más tarde colaboró con Yellow Claw en las canciones «Wild Mustang» y «For the Thrill» (2015). Lanzó «You Love It» (2015) como sencillo promocional antes del lanzamiento de su álbum debut. Ese mismo día fue elegida como Trini Kwan en la película Power Rangers (2017). También apareció como Valentina Galindo en dos episodios de Empire agregando los sencillos «Do It» y «New, New» (2015).

### 2016-2018: Cambio a la música latina y cine

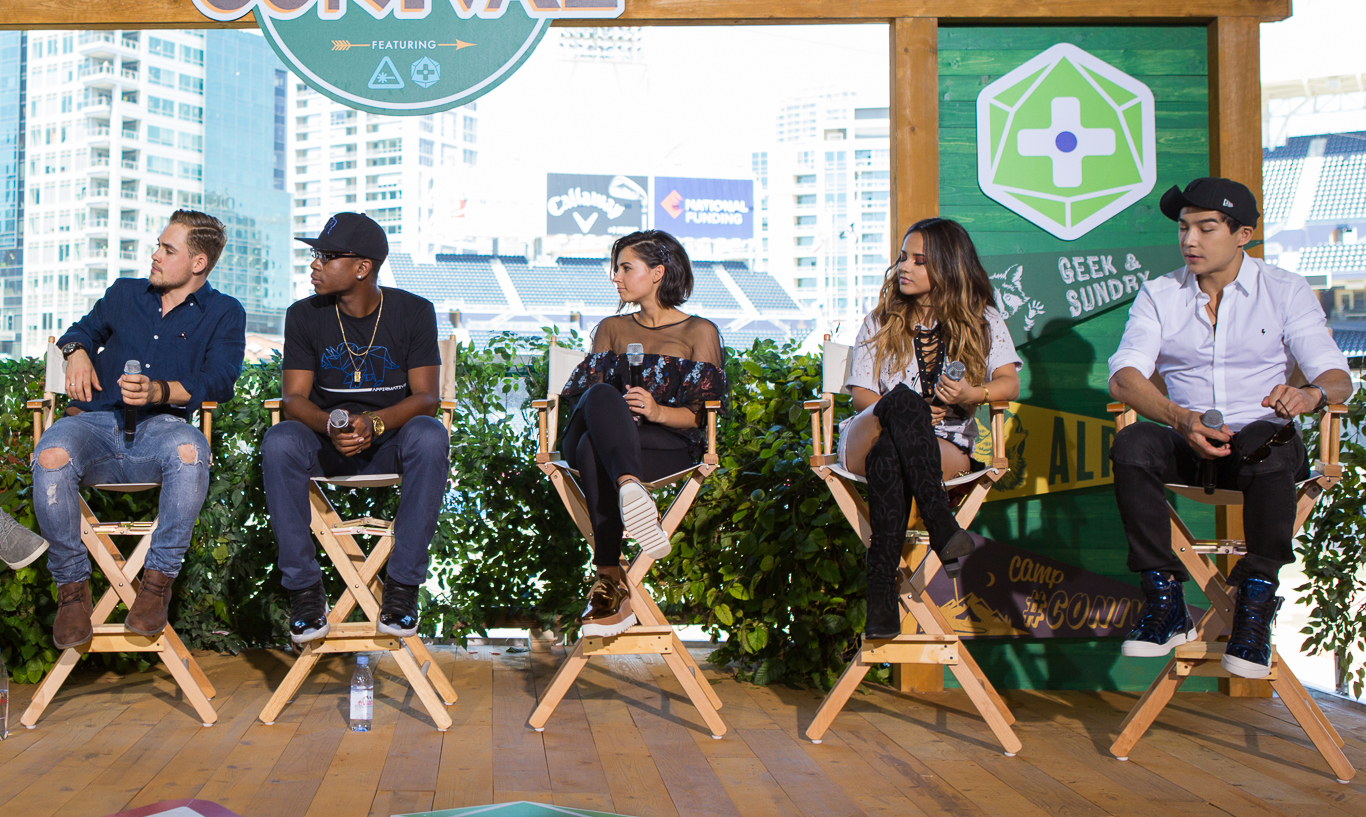
Becky G junto al elenco de Power Rangers en 2016.

Becky G viajó a Vancouver, Canadá, para filmar Power Rangers. El rodaje se produjo del 29 de febrero al 28 de mayo de 2016. Colaboró una vez más con Pitbull en la canción «Superstar». La canción sirvió como himno oficial de la Copa América Centenario. El 24 de junio de 2016, lanzó el sencillo «Sola». La canción es la primera en ser cantada únicamente en español. La canción alcanzó el éxito en la radio española, alcanzando el puesto 24 en la lista Latin Pop Songs de los Estados Unidos. Ella aparece en el sencillo «Take It Off» de Lil Jon, que también cuenta con la voz de Yandel. El 7 de octubre de 2016, Becky lanzó «Mangú», su segunda canción en español y continuación de su sencillo «Sola», tras su estreno en los Latin American Music Awards. Becky ganó la categoría de Artista femenina favorita de pop-rock en la ceremonia.
Ella habló sobre ser influenciada por Selena y que está orgullosa de su herencia mexicana. Apareció en las versiones de Play-N-Skillz, tanto en spanglish como en inglés, de la canción «Si una vez» (1994) de la fallecida cantante tejana Selena, junto a Frankie J y Kap G. Los sencillos fueron lanzados el 24 de febrero y el 7 de abril de 2017, respectivamente. El 20 de febrero de 2017, Becky se burló del lanzamiento de su sencillo, «Todo cambió», luego de publicar una foto de ella con un vestido de novia en las redes sociales. La canción fue lanzada el 3 de marzo, aunque su video musical fue filmado en España en 2016. El 24 de marzo, se estrenó Power Rangers, marcando su debut cinematográfico. Recibió la atención del público después de que se reveló que su personaje, Trini, es queer, siendo el primer superhéroe en ser de la comunidad LGBT. Colaboró con el cantante argentino Axel, en el sencillo «Que nos animemos» de su disco Ser. El 8 de julio, Becky inició una cuenta regresiva en Twitter para su sencillo «Mayores», con Bad Bunny. La canción fue lanzada como el primer sencillo de su álbum debut el 14 de julio. Becky afirmó que «Mayores» marcará el inicio de una «nueva era». La canción se convirtió en un éxito comercial, alcanzando el número uno en México, España, Rumania y nueve países de Latinoamérica, mientras que alcanzó el top 10 en varios otros. Alcanzó el puesto número tres en la lista Hot Latin Songs de Billboard y 74 en la lista Hot 100, mientras que también recibió una certificación de 36 veces platino por el campo latino de la RIAA. Su video musical alcanzó los 100 millones de visitas en un mes y ha logrado más de 2 mil millones desde 2021. El 21 de septiembre, se confirmó que Becky sería el acto de apertura del grupo femenino Fifth Harmony, para la etapa latinoamericana de su gira PSA Tour, con espectáculos en Argentina, Chile y México. Durante la actuación del grupo en Argentina, Becky fue sacada del escenario por seguridad después de ser confundida con una fan cuando intentaba cubrir a la miembro Dinah Jane con la bandera del país cuando su atuendo se estaba rompiendo. Becky se unió a la cantante Leslie Grace en la canción «Díganle», lanzada el 28 de septiembre. Becky también colaboró con Lindsey Stirling como vocalista destacado en la canción «Christmas C'mon», del álbum navideño de Stirling, Warmer in the Winter, lanzado el 20 de octubre de 2017. El 26 de octubre de 2017, fue presentada con Diego Boneta en los Latin American Music Awards de 2017 en Los Ángeles, California.

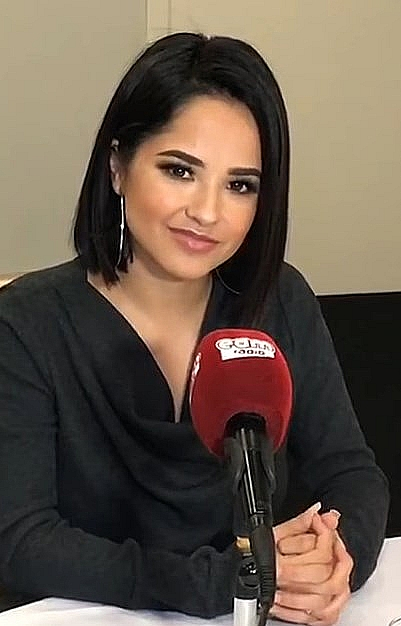
Becky G en 2017.

El 9 de febrero de 2018, el dúo venezolano Mau y Ricky lanzaron un remix de su canción «Mi mala» con Karol G con Becky G, Leslie Grace y Lali. El 16 del mismo mes, el rapero jamaiquino Sean Paul y el DJ francés David Guetta lanzaron «Mad Love», también con Becky, que fue coescrita por la cantautora colombiana Shakira e incluida en el EP Mad Love the Prequel. El 16 de marzo, la cantante española Ana Mena lanzó el sencillo «Ya Es Hora» junto a Gomez y el cantante estadounidense De La Ghetto. El 20 de abril, lanzó «Sin pijama» con la cantante Natti Natasha. La canción se convirtió en otro éxito comercial, alcanzando el número uno en Bolivia, Chile, República Dominicana, El Salvador y España, alcanzando el top 10 de varios países de América del Sur, alcanzando el número cuatro en la lista Hot Latin Songs y el número 70 en Hot 100. Recibió una certificación de platino latino en los Estados Unidos y alcanzó 100 millones de visitas dentro de las tres semanas posteriores al lanzamiento; desde entonces, obtuvo una certificación de 36 veces platino y alcanzó más de 2 mil millones de visitas en YouTube, siendo la colaboración femenina más vista en la plataforma. El 27 de abril, Becky apareció en un remix de «Dura» del rapero puertorriqueño Daddy Yankee, junto a Bad Bunny y Natasha. Estrenaron la canción como una actuación sorpresa en los Billboard Latin Music Awards. El 15 de junio, Mau y Ricky lanzaron la canción «Mal de la Cabeza» con Becky, como tema de su álbum Para aventuras y curiosidades; su título deriva de la primera línea de la canción. Becky regresó al mercado de habla inglesa después de tres años con el lanzamiento de «Zooted» con French Montana y Farruko, que estuvo disponible para descargar el 20 de julio. El 5 de agosto, lanzó «Cuando te besé» con Paulo Londra. Fue certificado dos veces platino latino en los Estados Unidos y es la primera canción en llegar al número uno en la lista Argentina Hot 100. El 16 de agosto, Becky y Grace lanzaron un remix de «Díganle», con la boyband latina CNCO. Una semana después, Becky protagonizó la película de aventuras de ciencia ficción AXL, que se filmó a fines de 2017; la película recibió críticas negativas de los críticos y, al igual que Power Rangers, fue una decepción de taquilla. Becky protagonizó el papel principal en la película animada de fantasía Gnome Alone, junto a Josh Peck; originalmente estaba programado para estrenarse en los cines, pero solo se estrenó en Latinoamérica, Europa y Asia en abril de 2018. Estuvo disponible en Netflix en octubre del mismo año. Becky fue honrada por la Academia Latina de la Grabación como una de las Damas Líderes del Entretenimiento. El 19 de octubre, el cantante mexicano Joss Favela lanzó un dueto con Becky, titulado «Pienso en ti». Más tarde ese mes, el cantante español C. Tangana lanzó la canción «Boooty» con Becky. La canción, alcanzó el puesto número tres en España y se convirtió en la nonagésima tercera canción más vendida en España en solo dos meses. «Boooty» también fue certificado doble platino en España y platino en los Estados Unidos. Su video musical fue nominado a mejor video musical en los Premios Odeón 2020. El 25 de octubre de 2018, presentó con Gloria Trevi, Leslie Grace, Roselyn Sánchez y Aracely Arambula en los Latin American Music Awards de 2018 en Los Ángeles, California. Becky apareció en «Lost in the Middle of Nowhere» del segundo álbum de Kane Brown, Experiment. Gomez apareció en el sencillo «Bubalu» de los productores DJ Luian y Mambo Kingz con el rapero puertorriqueño Anuel AA y el cantante estadounidense Prince Royce. El sencillo fue lanzado el 6 de noviembre de 2018 y se convirtió en un éxito Top 30 en la lista Hot Latin Songs en los Estados Unidos, y desde entonces ha sido certificado 11 veces platino por el campo latino de la RIAA. El 5 de diciembre de 2018, Becky lanzó una colección de maquillaje llamada Salvaje con la marca de cosméticos ColourPop. El 21 de diciembre, Becky apareció en un remix de «Mala mía» del cantante colombiano Maluma junto a la cantante brasileña Anitta.

### 2019-2021:Mala santa

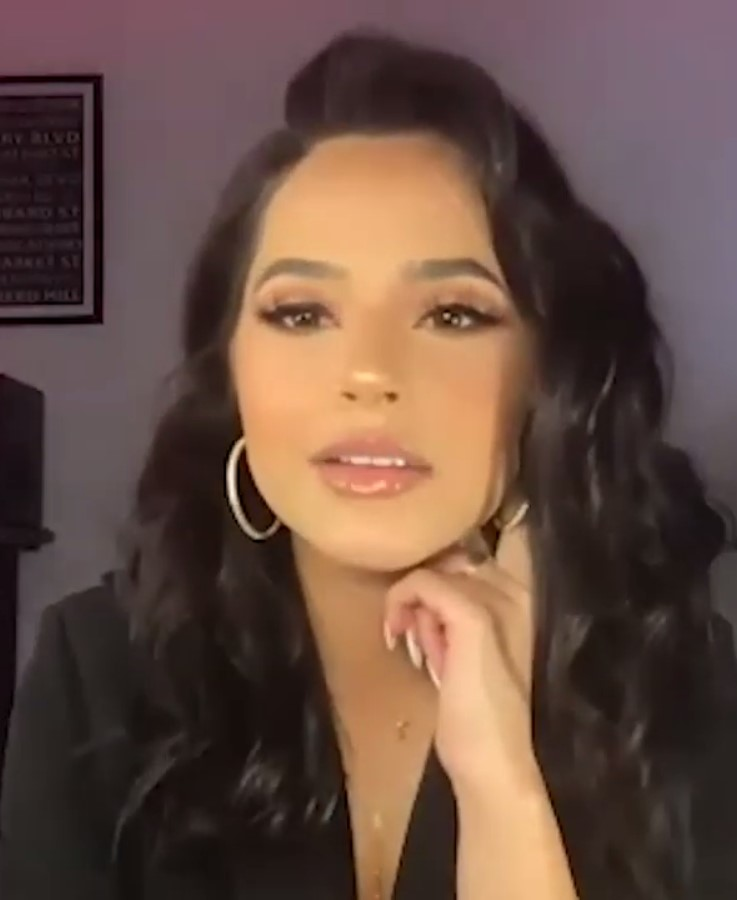
Becky G en 2020.

El 18 de enero de 2019, Becky hizo oficialmente su regreso a la música inglesa con el lanzamiento de «LBD», junto con su video con letra. El 1 de marzo, Gomez realizó una serie de espectáculos en Chile, comenzando como cabeza de cartel en el Festival Internacional de la Canción de Viña del Mar en Viña del Mar. El 22 de marzo, lanzó su próximo sencillo «Green Light Go» para descarga y transmisión digital. Becky se embarcó en su gira homónima, visitando países de habla hispana. El 28 de marzo, Kane Brown lanzó una versión en español de «Lost in the Middle of Nowhere» con Gomez, junto con un video musical y un clip detrás de escena con la versión en inglés. El 19 de abril, Becky lanzó el sencillo «La respuesta» con Maluma. «Un mundo ideal», una versión bilingüe de «A Whole New World», fue interpretada por Zayn Malik y Becky para la banda sonora del remake de 2019 de Aladdin. La canción fue lanzada el 17 de mayo de 2019. El 28 de junio de 2019, el grupo colombiano ChocQuibTown lanzó «Que Me Baile» con Becky. Colaboró con Myke Towers con la canción «Dollar», un video musical fue lanzado el 12 de julio de 2019. Ese mismo día, el rapero puertorriqueño Guaynaa lanzó un remix de su canción «Rebota» con el cantante estadounidense Nicky Jam y el cantante puertorriqueño Farruko con Becky y el cantante panameño Sech. El 6 de septiembre de 2019, Akon lanzó «Cómo No» con Becky, como el sencillo principal de El Negreeto. El 13 de septiembre, Becky lanzó el sencillo «Secrets». El 20 de septiembre, la rapera estadounidense Saweetie lanzó «My Type (Latin Remix)» con Becky y la rapera dominicana Meliii. El 27 de septiembre de 2019, apareció en la canción «Chicken Noodle Soup» del integrante de la banda BTS, J-Hope. La canción contiene letras en español, inglés y coreano, escritas por ambos en sus respectivos idiomas. El video musical de la canción contó con 50 bailarines de diferentes nacionalidades.
Becky anunció su álbum de estudio debut Mala santa el 8 de octubre de 2019, calificándolo de «nueva era». Lanzó la canción principal «Mala santa» como quinto sencillo el 11 de octubre. Mala santa fue lanzada el 17 de octubre de 2019. El disco incluía nuevas colaboraciones con Sech, Darell, Mau y Ricky, Dalex, Zion & Lennox y Farruko; cada pista tenía imágenes que se lanzaron en YouTube el mismo día del álbum, excepto los sencillos lanzados anteriormente desde «Mayores» hasta «Mala santa». Ella interpretó «Dollar» con Towers en los Latin American Music Awards el mismo día, y luego interpretó un popurrí de «Mayores», «Sin pijama» y «Mala santa», después de lo cual Becky recibió el Premio Evolución Extraordinaria por su trabajo en evolución en un corto período de años. El álbum recibió elogios de los críticos musicales y debutó entre los cinco primeros de los mejores álbumes latinos de Billboard y en el puesto 85 del Billboard 200.
El 3 de noviembre de 2019, fue la anfitriona de los MTV Europe Music Awards 2019 en Sevilla, Andalucía y España. El 10 de noviembre de 2019, Becky formó parte de la canción «Giants», como Qiyana, del grupo de hip-hop virtual True Damage en League of Legends por el Campeonato Mundial de 2019. El mismo día, formó parte de su presentación en vivo para la ceremonia de apertura de la final.
El 31 de enero de 2020, el cantante mexicano Carlos Rivera lanzó «Perdiendo la cabeza» con Gomez y el cantante puertorriqueño Pedro Capó. El 13 de abril, Becky lanzó el sencillo «They Ain't Ready». El 23 de abril, el dúo cubano de reguetón Gente de Zona lanzó el sencillo «Muchacha» con Becky. El 28 de mayo, la cantante mexicano-estadounidense Chiquis y Becky lanzaron el sencillo «Jolene», una versión en español al estilo de cumbia de la cantante estadounidense Dolly Parton. El 19 de junio, Becky apareció en la canción «Duro Hard» del álbum Translation de Black Eyed Peas. El 19 de junio, el cantante español Abraham Mateo lanzó el sencillo «Tiempo Pa Olvidar» con Becky. El 10 de julio, Becky lanzó el sencillo «My Man», y su video musical inspirado en un videojuego presenta a ella y su novio Sebastian Lletget. El 17 de julio, Pitbull lanzó el remix de «Mala», que originalmente presenta a Becky y se encuentra en Libertad 548, con voces invitadas adicionales de De La Ghetto. El 3 de septiembre, Juhn lanzó el sencillo «Otro Día Lluvioso» con el cantante puertorriqueño Lenny Tavárez y Gomez con Dalex. El 9 de octubre, Becky apareció en un remix de «Latina» de los cantantes colombianos Reykon y Maluma, junto con el rapero estadounidense Tyga. El 29 de octubre, lanzó «No drama» con el cantante puertorriqueño Ozuna. El 10 de diciembre, Becky apareció en un remix de «Qué Maldición» del grupo mexicano Banda MS y Snoop Dogg. El 18 de diciembre, Becky apareció en un remix de «La Curiosidad» de los cantantes puertorriqueños Jay Wheeler y Towers junto a Arcángel, Zion & Lennox, De La Ghetto y Brray.
En 2021, Becky protagonizó un nuevo anuncio comercial de televisión de Hyundai Motor Company para promocionar el Hyundai Tucson. El 22 de febrero de 2021, Becky lanzó el sencillo «Rotate» con el cantante nigeriano Burna Boy. La canción se usó en comerciales de Pepsi con jugadores de fútbol, incluido Lionel Messi. El 4 de marzo, el rapero puertorriqueño Kevvo lanzó «Te Va Bien» con el cantante estadounidense Arcángel y Becky con el rapero puertorriqueño Darell. El 14 de abril, el grupo estadounidense de R&B/pop Emotional Oranges lanzó el sencillo «Down to Miami» con Becky. El 20 de abril, la cantante dominicana Natti Natasha lanzó «Ram pam pam» con Gomez, como sencillo para sus dos segundos álbumes de estudio. El 4 de junio, Gomez lanzó «Fulanito» en colaboración con el rapero dominicano El Alfa. En junio de 2021, Becky lanzó su línea de maquillaje, Treslúce Beauty, que se distribuye en Ulta Beauty a partir de marzo de 2022. El 15 de julio, el rapero argentino Khea lanzó el sencillo «Only One» con Becky y la cantautora estadounidense Julia Michaels con Di Genius. El 26 de agosto, la cantante argentina María Becerra lanzó «Wow wow» con Becky, incluido en el álbum de estudio de Becerra, Animal. El 10 de septiembre, la cantante mexicana Sofía Reyes lanzó «Mal de Amores» con Becky, como sencillo principal del segundo álbum de estudio de Reyes del mismo nombre. El 16 de septiembre, Play-N-Skillz lanzó el sencillo «Baila Así» con Becky, Thalía y la cantante mexicoamericana Chiquis. El 22 de octubre, la cantante estadounidense Christina Aguilera lanzó «Pa mis muchachas» con Becky y la rapera argentina Nicki Nicole, con la cantante argentina Nathy Peluso, que sirvió como sencillo principal de su EP La Fuerza y parte de su álbum Aguilera. Por su trabajo en el álbum de estudio de Christina Aguilera, Aguilera, como artista invitada en «Pa mis muchachas», fue nominada a Álbum del año en la 23.ª entrega anual de los Premios Grammy Latinos. En noviembre de 2021, Becky comenzó a presentar su propio programa de entrevistas en Facebook Watch, titulado Face to Face with Becky G. Su primer invitado fue la cantante estadounidense Demi Lovato.

### 2022-presente:EsquemasyEsquinas

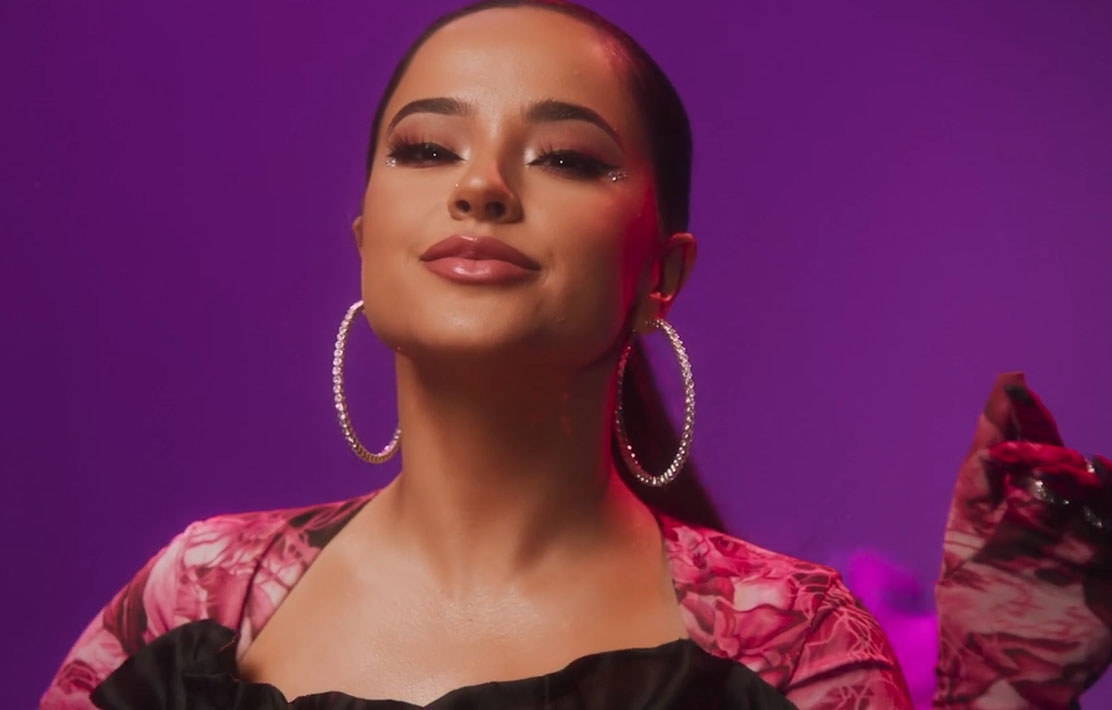
Becky G en 2022.

En febrero de 2022, Becky lanzó «Mamiii» con Karol G como tercer sencillo de su segundo álbum de estudio. La canción debutó en el número quince en los Estados Unidos y se convirtió en su primera canción número uno en Hot Latin Songs, y fue certificada 23 × platino por la RIAA. La canción recibió nominaciones a Canción latina favorita en los American Music Awards, Canción latina hot del año en los Premios Billboard de la Música Latina, Mejor canción urbana en los Premios Grammy Latinos, Mejor música latina en los MTV Video Music Awards, y ganó por Viral Anthem en los MTV MIAW Awards, Girl Power en los Premios Juventud, Colaboración del Año en los Premios Tu Música Urbano, Canción Latin Pop/Reggaetón del Año en los iHeartRadio Music Awards, Canción del Año en los Latin American Music Awards, y Canción del Año en los Premios Lo Nuestro. En marzo, Becky se unió al cantante estadounidense Joe Jonas y el coreógrafo estadounidense Sean Bankhead para servir como jurado en la serie de competencia de música estadounidense MTV & TikTok Becoming A Popstar. El 24 de marzo, Gomez junto a Natasha aparecieron en la canción «Zona del Perreo» del último álbum de estudio de Daddy Yankee Legendaddy. La canción alcanzó el puesto treinta y dos en Hot Latin Songs. Becky lanzó «No Mienten» el 20 de abril, como cuarto sencillo de su segundo álbum. El sencillo fue certificado oro por la RIAA. El 28 de abril, el grupo regional mexicano Marca MP lanzó el sencillo «Ya Acabó» con Becky. El sencillo alcanzó el puesto número siete en Hot Latin Songs, y el puesto treinta y cuatro en Latin Airplay. La canción ganó como Mejor colaboración – regional mexicana en los Latin American Music Awards. Lanzó «Bailé con mi ex» el 10 de mayo como quinto y último sencillo del álbum junto con su vídeo musical. El sencillo alcanzó el puesto cuarenta y uno en Hot Latin Songs, alcanzó el puesto número uno en Latin Airplay, y alcanzó el puesto número dos en México. El sencillo fue nominado a Canción pop favorita en los Latin American Music Awards. Becky lanzó su segundo álbum de estudio, Esquemas, el 13 de mayo. El álbum debutó en el puesto noventa y dos en los Estados Unidos, incluido el número cinco en Top Latin Albums, y el número uno en Latin Pop Albums, obteniendo 11.000 unidades equivalentes a álbumes en su primera semana. El disco contó con nuevas colaboraciones con la cantautora estadounidense-venezolana Elena Rose y Guaynaa. El álbum fue nominado a Álbum pop latino del año en los Billboard Latin Music Awards y Álbum del año y Álbum pop favorito en los Latin American Music Awards. Becky protagonizó junto a Machine Gun Kelly, Mod Sun, Dove Cameron y Megan Fox la película Good Mourning, lanzada el 22 de mayo. El 6 de julio, la cantante argentina Tini lanzó «La Loto», una colaboración con Becky y la cantante brasileña Anitta, que sirvió como el séptimo sencillo del cuarto álbum de estudio de Tini, Cupido. El 10 de julio, fue la anfitriona con Jimena Jiménez en los MTV Millennial Awards 2022 en la Ciudad de México. En septiembre, Becky lanzó el sencillo «Amantes» con Daviles de Novelda, que presenta música de bachata, su primera canción en el género. En octubre, Becky apareció junto a María Becerra, Greeicy y Tini en un remix de la canción «La Ducha» de Elena Rose. Becky también fue incluida en la lista de Forbes de 30 menores de 30 años en la categoría de música.

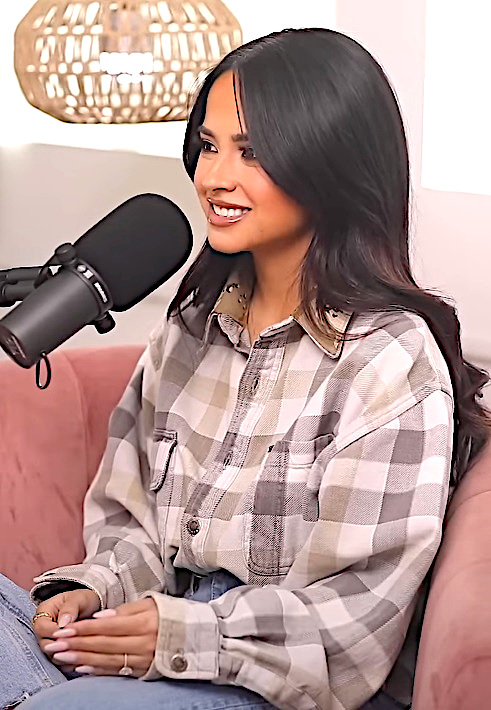
Becky G en 2023.

El 10 de enero de 2023, se anunció que Becky se presentaría en el Festival de Música y Artes de Coachella Valley, programado para el 14 y el 21 de abril. En 2023, recibió el premio Impact Award en el evento Billboard Women in Music. El 14 de febrero, el cuarteto regional mexicano Fuerza Regida lanzó el sencillo «Te quiero besar» con Becky. El 10 de marzo, Becky lanzó el sencillo «Arranca» con el cantante dominicano Omega. El 30 de marzo, Gomez lanzó el sencillo «Chanel» con el cantante mexicano Peso Pluma, como el primer sencillo de su álbum Esquinas de regional mexicano. La colaboración, coescrita por el dúo con Tito Laija y el productor ganador del Grammy Edgar Barrera, narra la historia de una relación fallida. El 1 de abril, abrió el evento cumbre de lucha libre profesional de la WWE, WrestleMania 39, cantando «America the Beautiful». El 9 de mayo, Becky anunció su primera gira como cabeza de cartel, titulada Mi Casa, Tu Casa Tour. Esta comenzó en Boston, Massachusetts, el 14 de septiembre y visitó varias ciudades de los Estados Unidos. El 12 de mayo, apareció en un remix de «I Ain't Worried» de la banda estadounidense OneRepublic. El 2 de junio, Becky lanzó la canción «The Fire Inside» de la banda sonora de la película Flamin' Hot. El 5 de junio, lanzó la canción «Take It To The Top» con la cantante nigeriana Ayra Starr, incluida en la edición de lujo de la banda sonora de la película estadounidense de superhéroes animada por computadora Spider-Man: Across the Spider-Verse. El 28 de junio lanzó el sencillo «La nena», en colaboración del cantante mexicano Gabito Ballesteros, como segundo sencillo de su tercer álbum. El 20 de julio, el cantante nigeriano Kizz Daniel lanzó el sencillo «Cough» con Becky. El 16 de agosto, el DJ haitiano Michaël Brun lanzó el sencillo «Coming Your Way» con Gomez y la cantante inglesa Anne-Marie. Becky le dio voz a Khaji-Da, una entidad dentro del Scarab de Jaime Reyes, en la película Blue Beetle de DC Studios.
Becky lanzó su tercer álbum de estudio, Esquinas, en septiembre de 2023. El álbum es regional mexicano, el primero en el género, como homenaje a sus abuelos, quienes emigraron de México a Estados Unidos. El disco incluye nuevas colaboraciones con el cantante estadounidense de música regional mexicana Iván Cornejo, el cantante estadounidense DannyLux, el trío estadounidense Yahritza y su Esencia y los cantantes mexicano-estadounidenses Ángela Aguilar y Leonardo Aguilar. Todas las demás pistas recibieron visualizadores. El álbum debutó en el número 109 en los Estados Unidos, incluido el número siete en Top Latin Albums, y debutó en el número tres en Regional Mexican Albums, con 11.000 unidades equivalentes de álbumes en su primera semana. El cuarto sencillo del álbum, «2ndo Chance», con Cornejo, fue lanzado el 28 de septiembre, el mismo día del lanzamiento del álbum. La canción alcanzó el puesto treinta y cuatro en Hot Latin Songs. En octubre, Becky fue honrada con la llave de la ciudad en Inglewood. El 17 de noviembre, la cantante surcoreana Bibi lanzó el sencillo «Amigos» con Becky. En diciembre, debido al éxito a través de la plataforma TikTok, se lanzó el tema «Por el Contrario», en colaboración con Ángela y Leonardo Aguilar, como quinto y último sencillo del álbum. El video musical fue lanzado el 13 de diciembre en el canal oficial de YouTube de la cantante. La canción debutó en el número diecisiete en Hot Latin Songs, y alcanzó el puesto número uno en Latin Airplay.
En enero de 2024, Becky apareció como juez invitada en el estreno de la decimosexta temporada del reality show RuPaul's Drag Race. El 15 de marzo, Becky lanzó el sencillo «Boomerang». El 22 de marzo, Becky apareció en la canción «On My Body» del álbum de estudio debut de Tyla, Tyla. El 11 de abril, Becky lanzó el sencillo «Mercedes» con el cantante mexicano Oscar Maydon.

## Vida personal
Becky G salió brevemente con el cantante estadounidense Austin Mahone en 2015. En junio de 2016, se conoció que había comenzado una relación con el futbolista estadounidense de origen argentino Sebastian Lletget. La pareja anunció su compromiso el 9 de diciembre de 2022. En marzo del 2023, Lletget hizo una publicación disculpándose después de rumores de haber sido infiel.
Durante su gira con Fifth Harmony en octubre de 2017, Becky G sufrió un «ataque de fans fuera de control» mientras estaba en Ciudad de México. Al salir del hotel, su guardia de seguridad trató de contener a los fanáticos que tiraban de ella para tomarse fotos. Becky G envió un mensaje a través de la aplicación Snapchat para hablar sobre el incidente y reveló que había estado lidiando con la ansiedad, explicando por qué corrió durante la conmoción.

## Discografía
Álbumes de estudio
- 2019: Mala santa
- 2022: Esquemas
- 2023: Esquinas
- 2024: Encuentros

Extended plays
- 2013: Play It Again

## Filmografía
| Año  | Título        | Rol                              | Notas        |
| ---- | ------------- | -------------------------------- | ------------ |
| 2008 | El Tux        | Claudia Gomez                    | Cortometraje |
| 2017 | Power Rangers | Trini Kwan/Power Ranger Amarilla |              |
| 2018 | Gnome Alone   | Chloe                            | Voz          |
| 2018 | A.X.L.        | Sara Reyes                       |              |
| 2022 | Good Mourning | Apple                            |              |
| 2023 | Blue Beetle   | Khaji-Da                         | Voz          |

| Año  | Título                           | Rol                     | Notas                                                                                 |
| ---- | -------------------------------- | ----------------------- | ------------------------------------------------------------------------------------- |
| 2008 | La estación de la Calle Olvera   | Nina                    | Película para televisión                                                              |
| 2014 | Mahomie Madness                  | Ella misma              | Episodio: «Austin Mahone Shows His Tour Bus and Hangs with Becky G» (episodio 33)     |
| 2014 | Teens Wanna Know                 | Ella misma              | Episodio: «DJ Young Slade & Flips Audio Headphones Review» (temporada 3, episodio 19) |
| 2014 | Tu día alegre                    | Ella misma              | Episodio: «Gabriel Valenzuela y Río Roma»                                             |
| 2015 | Austin & Ally                    | Ella misma              | Episodio: «Dancers & Ditzes»                                                          |
| 2015 | Empire                           | Valentina Galindo       | Episodios: «Without a Country» & «Fires of Heaven»                                    |
| 2017 | Latin American Music Awards 2017 | Anfitriona (intérprete) | Especial de televisión                                                                |
| 2018 | Latin American Music Awards 2018 | Anfitriona (intérprete) | Especial de televisión                                                                |
| 2018 | La Voz Argentina                 | Ella misma              | Mentora para entrenar a Axel                                                          |
| 2019 | MTV Europe Music Awards 2019     | Anfitriona (intérprete) | Especial de televisión                                                                |
| 2021 | Face to Face with Becky G        | Ella misma (anfitriona) |                                                                                       |
| 2021 | Everybody Loves Natti            | Ella misma              | Episode «All in the Family»; serie documental                                         |
| 2022 | Becoming A Popstar               | Ella misma (juez)       | También productora ejecutiva                                                          |
| 2022 | A Tiny Audience                  | Ella misma (intérprete) | Temporada 3                                                                           |
| 2022 | MTV Millennial Awards 2022       | Ella misma (anfitriona) | Especial de televisión                                                                |

## Giras musicales
Como acto principal
- Mi Casa, Tu Casa Tour (2023)
- Casa Gomez: Otro Capítulo Tour (2024)

Como acto co-principal
- La Familia Tour con J Balvin (2015)[225]

Como acto de apertura
- Demi Lovato – Demi World Tour (2014)[226]
- Katy Perry – Prismatic World Tour (2014)[49]
- Fifth Harmony – PSA Tour (2017)[227]
- Enrique Iglesias – Enrique Iglesias and Pitbull Live! (2017)[228]

## Premios y nominaciones
Gomez ha ganado un iHeartRadio Music Award, nueve Latin American Music Awards y tres People's Choice Awards. Por su trabajo musical, ha sido nominada a un Billboard Music Award y seis Premios Grammy Latinos.
Gomez fue honrada como una de las principales damas del entretenimiento por la Academia Latina de la Grabación en 2018. En 2023, recibió el premio Impact Award en el evento Billboard Women in Music.

### Redes sociales
- Sitio web oficial de Becky G (en inglés)
- Becky G en Facebook
- Becky G en X (antes Twitter)
- Becky G en Instagram
- Becky G en Spotify

- Datos: Q1393997
- Multimedia: Becky G / Q1393997